# Jacinto Orellana-Pizarro y Avecía
Jacinto Orellana-Pizarro y Avecía (Trujillo, 1841-Madrid, 1919) fue un político español, que ostentó el título nobiliario de undécimo marqués de Albayda.

## Biografía
Nacido en la localidad cacereña de Trujillo el 15 de febrero de 1841, era el mayor de los hijos de Jacinto Telesforo Orellana y Díaz. Desempeñó el cargo de senador en las Cortes de la Restauración, por la provincia de Salamanca, en 1914 y 1915. Falleció el 4 de noviembre de 1919 en Madrid,  en su domicilio de la calle de la Princesa. Grande de España, gentilhombre de cámara de su majestad y caballero del Santo Sepulcro, era hermano de Agustín de Orellana y Pérez Aloe (marqués de la Conquista), de la condesa de Romero y del vizconde de Amaya.